# Mae (Band)
Mae ist eine Rockband aus Norfolk, Virginia. Gegründet wurde die Band 2001 von Sänger und Gitarrist Dave Elkins.
Der Name ist eine Abkürzung für Multi-sensory Aesthetic Experience.

## Geschichte
Die Band entstand im Jahr 2001, als Dave Elkins und Jacob Marshall ihren ersten Song Embers and Envelopes schrieben und an verschiedene Musiklabels sendeten.
Tooth and Nail Records wurde 2003 auf die Band aufmerksam und nahm Mae unter Vertrag.
Kurz darauf erschien das erste Album Destination: Beautiful. Im Jahr 2005 folgte bereits das zweite Studioalbum The Everglow. Mit diesem Album ging die Band auf eine ausgedehnte US-Tour und spielte viele Konzerte auf der Vans Warped Tour.
Mit Aufnahmen dieser Konzerte erschien The Everglow im Jahr 2006 erneut. Das Album enthielt nun drei neue Songs sowie eine Konzert-DVD.
Nach dem Re-Release von The Everglow kündigte die Band an, den Vertrag mit Tooth & Nail nicht zu verlängern.
Mae unterschrieb im Herbst 2006 einen neuen Vertrag bei Capitol Records und begann mit den Arbeiten zum dritten Album Singularity. Produzent dieses Albums war Howard Benson, der bereits für Saosin, My Chemical Romance und Relient K tätig war. Die Arbeiten an Maes drittem Studioalbum waren im Sommer 2007 beendet.
Anfang des Jahres 2008 gab Mae bekannt, den Vertrag mit Capitol aufzulösen. Dennoch begannen zur selben Zeit die Arbeiten an einem vierten Album.
Obwohl vertragslos, kündigte die Band ebenfalls an, während des gesamten Jahres 2009 monatlich einen Song im Internet zu veröffentlichen.

## Nebenprojekte
Vor seiner Zeit bei Mae war Dave Elkins Sänger und Mitbegründer der Band Sky's the Limit. Elkins verwendete den Song Skyline Drive für das erste Album von Mae, obwohl der Song vorher bereits von Sky's the Limit aufgenommen wurde.

## Diskographie

### Alben
| Erscheinungsdatum | Titel                  | Label                | US Billboard Top 200 Chartplatzierungen |
| ----------------- | ---------------------- | -------------------- | --------------------------------------- |
| 25. Februar 2003  | Destination: Beautiful | Tooth & Nail Records |                                         |
| 29. März 2005     | The Everglow           | Tooth & Nail Records | 51                                      |
| 14. August 2007   | Singularity            | Capitol Records      | 40                                      |

### EPs, Kompilationen
| Erscheinungsdatum  | Titel                     | Label                      |
| ------------------ | ------------------------- | -------------------------- |
| 16. November 2004  | Destination: B-Sides      | Tooth & Nail Records       |
| 4. Oktober 2005    | Connect Sets (Mae)        | Tooth & Nail Records       |
| 14. September 2006 | Live Music Series: Mae EP | Beyond Warped              |
| 21. November 2006  | The Everglow EP           | Tooth & Nail Records       |
| 19. April 2009     | Morning                   | Tooth & Nail Records       |
| 24. September 2009 | Afternoon                 | Independent (Cell Records) |
| 8. März 2011       | Evening                   | Independent (Cell Records) |

### DVDs
| Erscheinungsdatum | Titel                | Label                 |
| ----------------- | -------------------- | --------------------- |
| 13. Juli 2005     | From Toledo to Tokyo | Astorya Entertainment |